# The Fascination of the Fleur de Lis
The Fascination of the Fleur de Lis é um filme mudo norte-americano de 1915, do gênero drama, dirigido por Joe De Grasse e estrelando Lon Chaney. Impressão existe em uma coleção privada de filmes no Reino Unido.

## Elenco
- Cleo Madison
- Arthur Shirley
- Lon Chaney
- Millard K. Wilson